# Красная Этна (кладбище)
«Красная Этна» — кладбище, расположенное на территории Ленинского района Нижнего Новгорода.

## История и местоположение
Кладбище было основано в 1934 году в районе улицы Удмуртской. Некрополь делится на три территории: большая — православная и две маленькие: мусульманская и еврейская.
В 1951 году на кладбище «Красная этна» в братской могиле были захоронены пожарные, погибшие при пожаре на Горьковском мельзаводе в ночь со 2 на 3 июня 1951 года.
В 1965 году на месте воинского захоронения был возведён мемориальный комплекс «Родина-мать».

## Современность
На сегодняшний день кладбище является закрытым. Допускаются только захоронения в существующие могилы. Тем не менее единичные новые захоронения всё же производятся. В первую очередь это касается мусульманского и еврейского участков.

## Известные люди, похороненные на кладбище «Красная Этна»
- Белоусов, Евгений Леонидович — советско-российский инженер-конструктор, генеральный конструктор Горьковского НИИ радиосвязи/НПП «Полёт», лауреат Государственных премий СССР и России.
- Быков, Иван Михайлович — участник Великой Отечественной войны, командир взвода связи, старший сержант, Герой Советского Союза.[3]
- Елисеев, Николай Трофимович — участник Великой Отечественной войны, штурман 142-го гвардейского штурмового авиаполка, гвардии майор, Герой Советского Союза. К маю 1945 года совершил 143 боевых вылета на штурмовку аэродромов, скоплений живой силы и техники противника. Уничтожил на земле 5 и сбил в воздушном бою 2 самолёта, подбил 38 вражеских танков.[4]
- Марунов, Анатолий Павлович — участник Великой Отечественной войны, старшина танковых войск, Герой Советского Союза.[5]
- Нестеров, Сергей Егорович — участник Великой Отечественной войны, полковник танковых войск, Герой Советского Союза.[6]
- Самочкин, Анатолий Васильевич — участник Великой Отечественной войны, лётчик-штурмовик, подполковник, Герой Советского Союза.[7]
- Сафронов, Сергей Иванович — участник Великой Отечественной войны, лётчик-истребитель, Герой Советского Союза.[8]
- Шумилов, Анатолий Иванович — участник Великой Отечественной войны, командир роты 49-й гвардейской танковой бригады (12-й гвардейский танковый корпус, 2-я гвардейская танковая армия, 1-й Белорусский фронт). В феврале 1945 года за образцовое выполнение заданий командования и проявленные мужество и геройство в боях с немецко-фашистскими захватчиками был удостоен звания Героя Советского Союза. Уволен в запас в 1964 году в звании полковника.[8]
- Юрасов, Анатолий Николаевич — участник Великой Отечественной войны, полный кавалер ордена Славы.[9]
- Филиппов, Роман Константинович (1968—1989) — матрос-подводник, погиб на АПЛ «Комсомолец», кавалер ордена Красного Знамени (посмертно).